# Station Seven Kings
Seven Kings is een spoorwegstation van National Rail in Redbridge in Engeland. Het station is eigendom van Network Rail en wordt beheerd door Transport for London.

## Geschiedenis
Het station werd op 1 maart 1899 geopend door de Great Eastern Railway en was tot 1947 een van de aansluitingen van de Fairlop Loop op het hoofdnet. Het reizigersverkeer op de Fairlop Loop werd op 29 november 1947 gestaakt, terwijl de aansluiting tot 1956 in gebruik bleef voor materieel uitwisseling en goederenverkeer. De andere aansluiting richting Ilford werd al meteen in 1947 gesloten om de rijtuigloodsen, die vanaf de westkant van het perron zichtbaar zijn, uit te breiden. In 1948 werden de Britse spoorwegen genationaliseerd in British Railways (BR) die ruim 40 jaar de treindiensten onderhield. In de jaren 90 van de 20e eeuw werd BR gesplitst als voorbereiding van privatisering. Vanaf 1996 werden concessies verleend aan vervoerders, zodoende werden de voorstadsdiensten tot 2015 verzorgd door private vervoerders.
Seven Kings was in de plannen van Crossrail opgenomen als onderdeel van de oosttak van hun Elizabeth line. De bouw van de Elizabeth Line begon in 2008 en zou eind 2018 geopend worden. De Elizabeth Line werd echter pas op 17 mei 2022 geopend, vooruitlopend hierop nam Transport for London (TfL) op 31 mei 2015 de diensten tussen Liverpool Street en Shenfield over onder de naam TfL Rail. De diensten ten oosten van Liverpool Street worden sinds 24 mei 2022 gereden onder de naam Elizabeth line al moesten reizigers tot de opening van de tunnel tussen Whitechapel en Stratford, op 6 november 2022, in Liverpool Street overstappen tussen de bovengrondse perrons van het oostelijke deel van de lijn en de ondergrondse perrons van de rest van de Elizabeth Line. Sindsdien zijn er rechtstreekse diensten tussen Shenfield en Paddington. Vanaf het voorjaar 2023 zullen rechtstreekse diensten tussen Shenfield en Reading worden aangeboden.

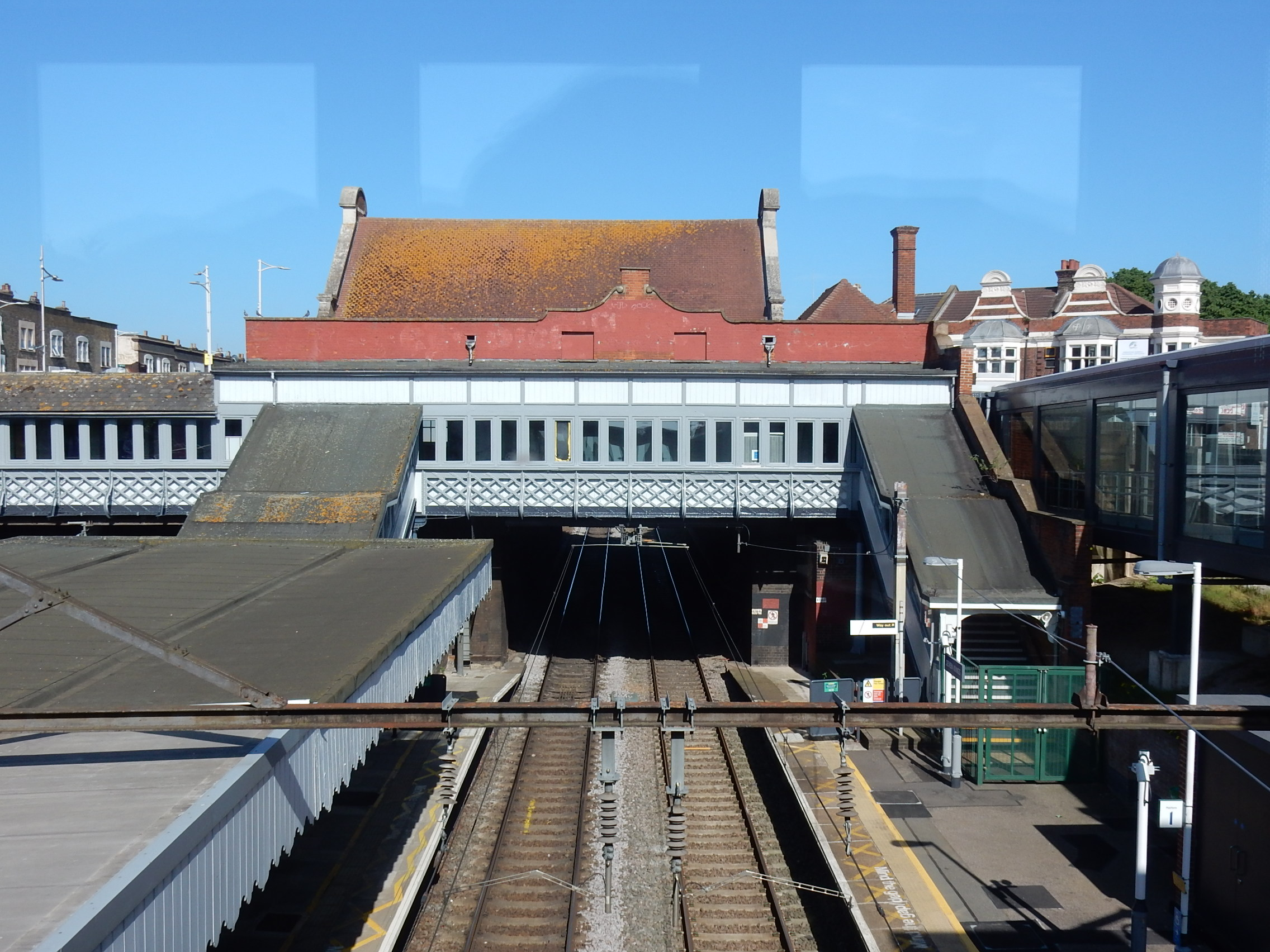
De oude loopbrug gezien uit de nieuwe.
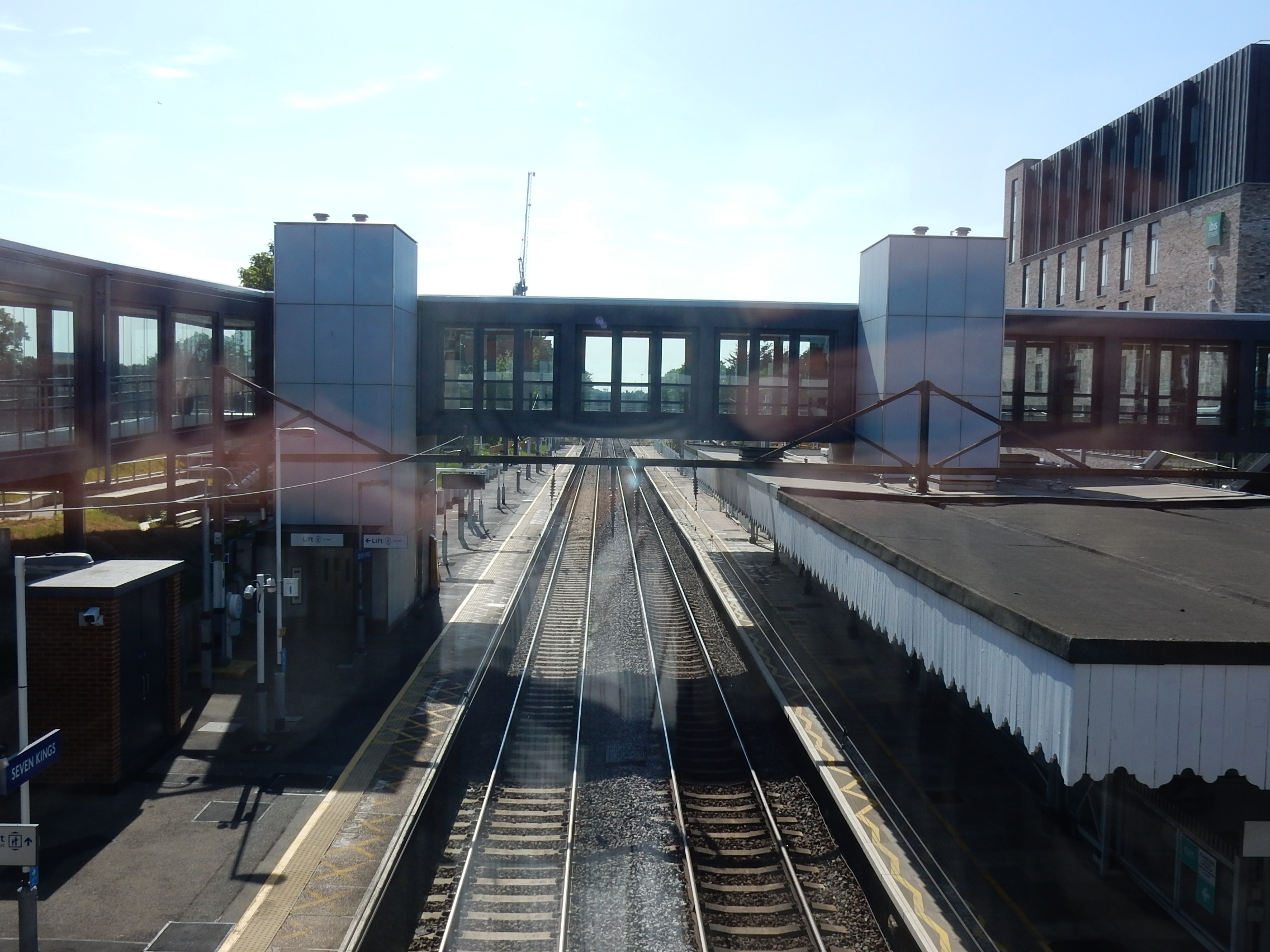
De nieuwe loopbrug met liften.
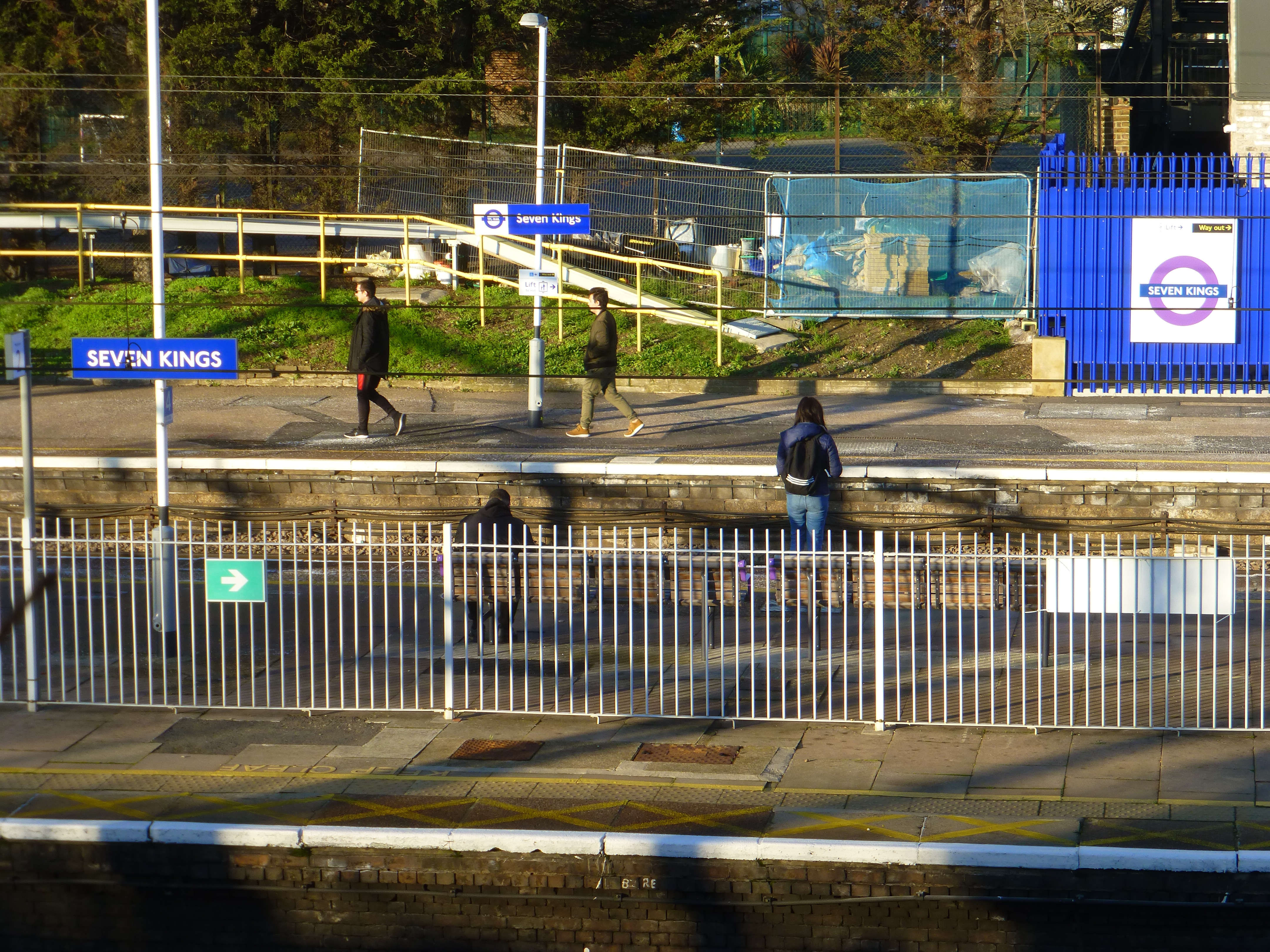
De perrons met een scheidingshek tussen de Elizabeth line en de andere sporen.

## Ligging en inrichting
Het station ligt in Redbridge, Engeland op 13,8 km ten oosten van London Liverpool Street in Travelcard Zone 4. Het station heeft 2 zijperrons en een eilandperron tussen de spoorbakken, het noordelijke paar sporen (3 & 4) wordt gebruikt door de Elizabeth line, het zuidelijke (1 & 2) door het goederenverkeer en personentreinen van Abellio Greater Anglia. In juni 2017 stroomden nieuwe treinstellen class 345 in ter voorbereiding op de opening van Crossrail. Ten behoeve van de Elizabeth line werd een loopbrug met liften gebouwd om het station rolstoeltoegankelijk te maken. De perrons werden, in tegenstelling tot andere stations, niet verlengd om de ruim 200 meter lange class 345 te kunnen bedienen. Omdat er slechts 187 meter beschikbaar is wordt slechts een beperkt aantal deuren geopend bij een stop in Seven Kings. De perrons langs de sporen 1 & 2 zijn normaal gesproken gesloten voor publiek, behalve als de ochtenddienst van Abellio er stopt.

## Ongevallen en incidenten
Op 23 januari 1963 raakten acht mensen gewond bij een botsing tussen twee treinen op de hoofdlijn net buiten station Seven Kings. Een sneltrein vanHarwich Parkeston Quaynaar Londen reed door rood en botste met "vrij lage snelheid" op de achterkant van de stoptrein van Southend naar London. Uit onderzoek bleek dat de remmen van de sneltrein een storing hadden. Een rapport van het ministerie van Transport over het incident stelde dat de machinist van de sneltrein "niet volledig kan worden vrijgesteld van verantwoordelijkheid" gezien zijn passage van het rode sein. De lijn werd vier uur na het incident heropend.

## Reizigersdienst

### Treindiensten
De Elizabeth line verzorgd het grootste deel van de diensten met van maandag tot zaterdag met zes treinen per uur in elke richting tijdens de daluren, op zondag teruggebracht tot vier per uur in elke richting. Tijdens de spits kan het aantal ritten oplopen tot 12 per uur per richting. Daarnaast is er een vroege ochtenddienst die wordt uitgevoerd door Abellio Greater Anglia; van Colchester naar Liverpool Street.

### Busverbindingen
| Lijn | Route                                                   |
| ---- | ------------------------------------------------------- |
| 86   | Stratford - Manor Park - Ilford - Seven Kings - Romford |